# Shirvan (regio)

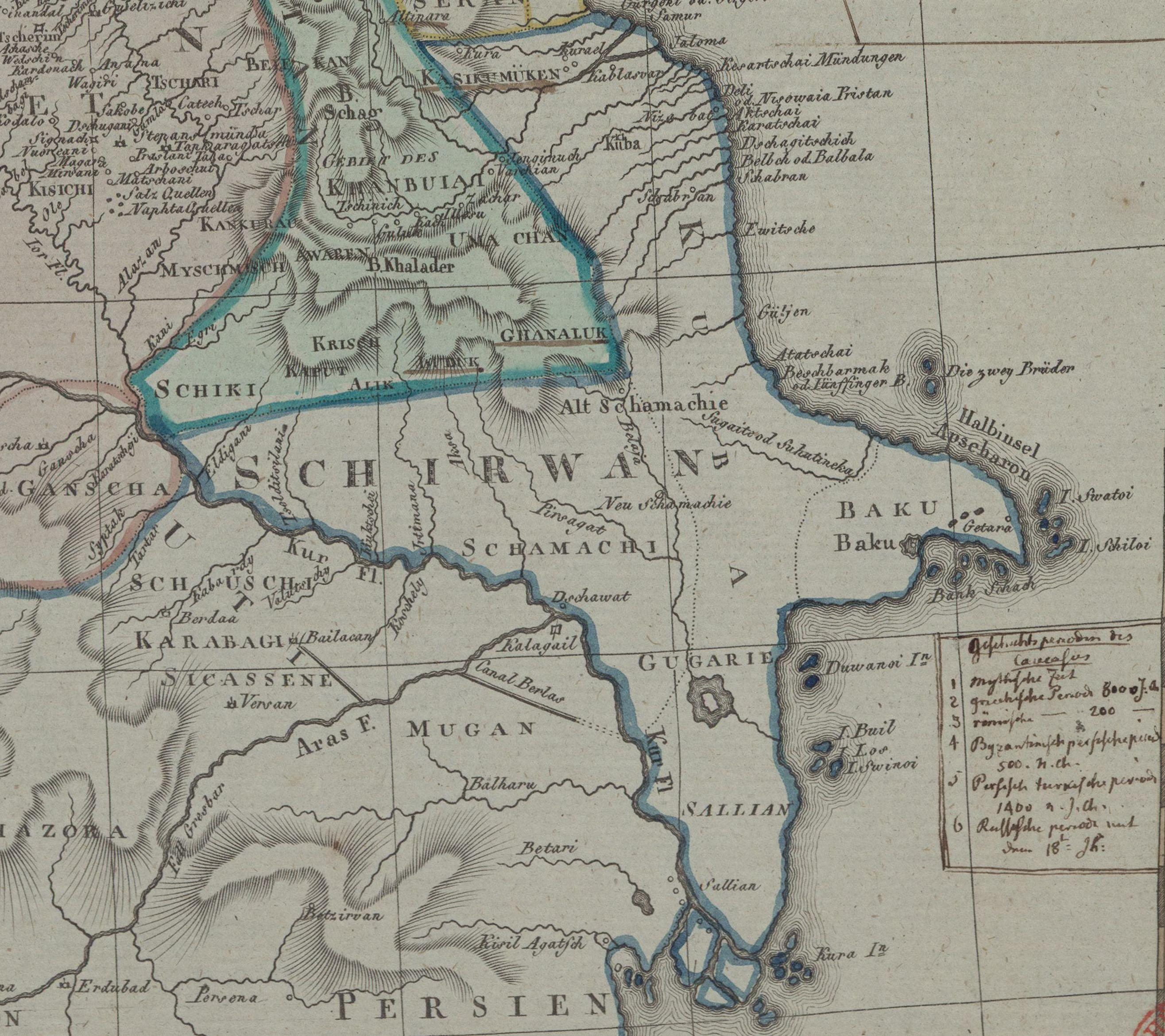
kaart van de regio Shirvan uit 1804 (Johann Christoph Matthias Reinecke)

Shirvan (Azerbeidzjaans: Şirvan, Tat: Şirvon) is een historische regio in Azerbeidzjan die zich uitstrekt van de Kaspische Zee tot de rivier de Koera.

## Geschiedenis
De naam Shirvan verscheen voor het eerst in de Sassanidische periode als naam voor het noordelijke deel van Kaukasisch Albanië. Na de Arabische verovering werd het onderdeel van het kalifaat.
Van 799 tot 1538 was het gebied onafhankelijk onder de Shirvanshahs. De belangrijkste stedelijke centra van het middeleeuwse Shirvan waren onder meer Şabran op de noordelijke helling van de uiterste zuidoostelijke uitlopers van het Kaukasusgebergte, en Şamaxı ten zuiden van deze uitlopers. In middeleeuwse Arabische werken wordt ook regelmatig melding gemaakt van een stad genaamd Yazīdīya in Shirvan. De anonieme kroniek van Derbent meldt dat shirwanshah Əbu Tahir Yəzid ibn Məhəmməd het in 918 herbouwde. De Arabische geograaf Yāqūt al-Hamawī ar-Rūmī identificeerde de stad met Şamaxı, maar Vladimir Minorski vermoedde dat dit niet helemaal juist was, maar dat Yazīdīya volgens de middeleeuwse geografen de koninklijke kampstad was waar de Shirvanshahs woonden, en zich op een parasang van Şamaxı bevond. Volgens de Kroniek van Derbent werd Yazīdīya in 1045 door de Shirvanshah Qubad ibn Yəzid voorzien van een enorme stenen muur met ijzeren hekken ter verdediging tegen de Turkse Ogoezen. Shirvan was in die tijd ook een belangrijk centrum van de Perzische cultuur. Zo werkte hier de Perzische dichter Chaqani.
In de 18e eeuw ontstond in Shirvan een kanaat, waarvan de heersers verplicht waren tribuut te brengen aan Perzië. Tijdens de Russisch-Perzische Oorlog van 1722–1723 trok het Russische leger door het gebied. Het werd na het Verdrag van Gulistan in 1813 onderdeel van het Keizerrijk Rusland.
Na de Eerste Wereldoorlog behoorde het in 1918-1920 tot de Democratische Republiek Azerbeidzjan en vervolgens als Azerbeidzjaanse Socialistische Sovjetrepubliek tot de Sovjet-Unie. Sinds het uiteenvallen van de Sovjet-Unie maakt Shirvan deel uit van de Republiek Azerbeidzjan.

## Bevolking
De bevolking van Shirvan bestaat uit verschillende Turkse, Iraanse en Kaukasische volkeren. Vooral tijdens de 11e. In de 19e eeuw was er een toestroom van Turkse Ogoezen, die het etnisch-linguïstische beeld van de regio veranderde. Tegenwoordig leeft de Noordoost-Kaukasische talen-sprekende inheemse bevolking alleen als minderheden in Şamaxı, Şəki, Qəbələ en Oğuz.

## Economie
De regio staat bekend om zijn oosterse tapijten. Er zijn ook grote oliereserves rond Bakoe.